# Alain Claude Bilie By Nze
Alain Claude Bilie By Nze (ur. 16 września 1967 w Makokou) – gaboński polityk, premier Gabonu od 9 stycznia do 30 sierpnia 2023 roku.

## Życiorys
Urodził się 16 września 1967 w Makokou w północno-wschodnim Gabonie. Studiował literaturę na Uniwersytecie Omara Bongo, kiedy to zainteresował się polityką. Zanim został premierem był m.in. rzecznikiem rządu, ministrem ds. komunikacji oraz ministrem stanu, energii i zasobów wodnych. 9 stycznia prezydent Ali Bongo Ondimba mianował go premierem. Zastąpił on na tym stanowisku Rosę Christianę Rapondę. W kolejnych dniach nowy premier utworzył swój rząd. Został obalony 30 sierpnia 2023 w wyniku zamachu stanu w Gabonie.